# Lumajangdong Co
Lumajangdong Co (kinesiska: Lumajiangdong Cuo, 鲁马江冬错, Cuozuo Cuo, 措作错) är en sjö i Kina. Den ligger i den autonoma regionen Tibet, i den sydvästra delen av landet, omkring 1 000 kilometer nordväst om regionhuvudstaden Lhasa. Lumajangdong Co ligger 4 812 meter över havet. Arean är 250 kvadratkilometer. Den sträcker sig 24,8 kilometer i nord-sydlig riktning, och 39,8 kilometer i öst-västlig riktning.
Genomsnittlig årsnederbörd är 200 millimeter. Den regnigaste månaden är augusti, med i genomsnitt 58 mm nederbörd, och den torraste är november, med 1 mm nederbörd.